# Rhamphomyia arnaudorum
Rhamphomyia arnaudorum är en tvåvingeart som beskrevs av Bartak 2002. Rhamphomyia arnaudorum ingår i släktet Rhamphomyia och familjen dansflugor.
Artens utbredningsområde är Kalifornien. Inga underarter finns listade i Catalogue of Life.